# RCA Victor (casa discografica italiana)
La RCA Victor è stata una casa discografica italiana, sottoetichetta della RCA Italiana.

## Storia
Venne fondata dalla RCA Italiana per la stampa nazionale di dischi d'oltreoceano, spesso modificando il titolo e, in alcuni casi, anche la copertina.
Inoltre su RCA Victor vennero anche realizzati dischi di artisti stranieri espressamente per il mercato discografico italiano e, in alcuni casi (ad esempio la siciliana Farida) anche incisioni di cantanti italiani.

## I dischi pubblicati su RCA Victor in Italia

### LP 33 giri
| Numero di catalogo | Anno    | Interprete                     | Titoli                                                        |
| ------------------ | ------- | ------------------------------ | ------------------------------------------------------------- |
| LOC - 6007 - 2     | 1960    | Harry Belafonte                | Returns To Carnegie Hall                                      |
| LPM 1295           | 1961    | Muggy Spanier Ragtime Band     | The Great 16                                                  |
| PML 60003          | 1961    | Renato Rascel                  | Enrico '61 (album doppio)                                     |
| PML 10320          | 1962    | Piero Umiliani                 | Smog                                                          |
| LPM 1713           | 06-1962 | Carlos Montoya                 | Flamenco Festival                                             |
| LPM 2442           | 1962    | Henry Mancini                  | Experiment in Terror                                          |
| LPM/LSP 2449       | 06-1962 | Harry Belafonte                | The Midnight Special                                          |
| LPM 2453           | 1962    | Ann Margret                    | On The Way Up                                                 |
| LPM/LSP 2482       | 1962    | Hugo Winteralther              | In Europa                                                     |
| LPM/LSP 2502       | 1962    | Paul Anka                      | Young, Alive and in Love                                      |
| LPM/LSP 2523       | 1962    | Elvis Presley                  | Pot Luck with Elvis                                           |
| LPM 2527           | 1962    | Sonny Rollins                  | The Bridge                                                    |
| LPM 2566           | 01-1963 | Carlos Montoya                 | Recorded At The Concert, Town Hall                            |
| LPM 2573           | 1963    | Odetta                         | Sometimes I Feel Like Cryin'                                  |
| LSP 2574           | 1963    | Harry Belafonte                | The Many Moods Of..                                           |
| LSP 2648           | 1963    | Duane Eddy                     | Il Nuovo Hully Gully                                          |
| LSP 2700           | 1964    | Duane Eddy                     | Chitarra Uragano                                              |
| LPM 2851           | 11-1964 | The Davis Sisters              | Così Pregano I Negri D'America                                |
| LPM 10108          | 1961    | Antonio Prieto                 | Omonimo                                                       |
| LPM 10113          | 1962    | Sons Of Pioneers               | Canzoni del west                                              |
| LPM 10121          | 1962    | Mario Lanza                    | Canzoni napoletane e altri successi                           |
| LPM 10122          | 1963    | Frankie Carle                  | Nostalgia                                                     |
| LPM 10127          | 1963    | Sylvie Vartan                  | Same                                                          |
| LPM 10132          | 1963    | Los Hermanos Rigual            | Los Hermanos Rigual                                           |
| LPM 10137          | 1964    | Gli Astronauti                 | Surf                                                          |
| LPM 10138          | 1964    | Los Hermanos Rigual            | Notte Meravigliosa                                            |
| LPM 10140          | 1963    | Neil Sedaka                    | Neil Sedaka italiano                                          |
| LPM 10144          | 1964    | Peggy March                    | Little Peggy March                                            |
| LPM 10148          | 1965    | Los Indios Tabajaras           | María Elena                                                   |
| LPM 10150          | 1965    | Paul Anka                      | A casa nostra                                                 |
| LSP 10166          | 1965    | Los Hermanos Rigual            | Chitarra amore mio                                            |
| LSP 10170          | 1965    | Los Indios Tabajaras           | Voglio Amarti Così                                            |
| ALPM 10171         | 1965    | Tina Centi, Giuseppe Rinaldi   | Tutti insieme appassionatamente (colonna sonora)              |
| LPM 10177          | 1965    | Alain Barriére                 | Alain Barriére                                                |
| LPM 10200          | 1966    | Los Indios Tabajaras           | Omonimo                                                       |
| PML 10319          | 1963    | Artisti Vari                   | Passaporto Per L'Italia                                       |
| LPM 3414           | 1966    | Paul Horn                      | La Santa Messa e Il Jazz                                      |
| LPM/LSP 3505       | 1967    | Los Indios Tabajaras           | Casually Classics                                             |
| LSP 10193          | 1969    | Quincy Jones / Jose Feliciano  | L'oro di Mackenna (colonna sonora)                            |
| LSP 10205          | 1969    | Sylvie Vartan                  | Sylvie                                                        |
| LSP 10208          | 1969    | José Feliciano                 | José Feliciano                                                |
| LSP 4185           | 1969    | José Feliciano                 | Da 10 a 23                                                    |
| LISP 10700         | 1969    | Four Kents                     | Omonimo 1969                                                  |
| LSP 4197           | 1970    | Harry Nilsson                  | Nilsson                                                       |
| LSP 34033          | 1970    | Nina Simone                    | Così ti amo                                                   |
| LSP 6021 1/2       | 1970    | Jose Feliciano                 | Dal Vivo (vol.1 / vol. 2)                                     |
| LSP 34016          | 1970    | The Guess Who                  | A scatola chiusa                                              |
| LSP 4301           | 1970    | Harry Belafonte                | By Request                                                    |
| LSP 4359           | 1970    | The Guess Who                  | Share The Land                                                |
| LSP 4370           | 06-1970 | José Feliciano                 | Fireworks                                                     |
| LSP 34062          | 10-1970 | John Pfeiffer                  | Electronomusic                                                |
| LSP 34085          | 09-1970 | Chico Buarque de Hollanda      | Per un pugno di samba                                         |
| LSP 34092          | 1970    | Irene Papas                    | Songs of Theodorakis                                          |
| LSP 34120          | 1971    | Brian Auger                    | Oblivion Express(Copertina A Poster Gigante)                  |
| LSP 34125          | 1971    | José Feliciano                 | Che sarà                                                      |
| LSP 34129          | 1971    | Jerry Reed                     | The fabolous Jerry Reed                                       |
| LSP 34136          | 1971    | Brian Auger's Oblivion express | A Better Land                                                 |
| LSP 34144          | 1971    | Harry Belafonte                | Matilda ed altri celebri calypso                              |
| LSP 4445           | 05-1971 | Elvis Presley                  | Show-That's The Way It Is                                     |
| LSP 4481           | 03-1971 | Harry Belafonte                | The Warm Touch                                                |
| LSP 4496           | 06-1971 | Los Indios Tabajaras           | Suono D'Estate(Contiene Un 45 Giri Omaggio)                   |
| LSP 4573           | 10-1971 | José Feliciano                 | That The Spirit Needs                                         |
| LSP 4574           | 1971    | The Guess Who                  | So Long, Bannatyne                                            |
| LSP 4602           | 1972    | The Guess Who                  | Rockin' (Contiene Un Inserto Con I Testi)                     |
| LSP 34154          | 07-1972 | Morgan                         | Nova Solis (Contiene Un Inserto Con I Testi)                  |
| LSP 34155          | 1972    | Artisti Vari                   | Supersonic Hits                                               |
| LSP 4640           | 06-1972 | The Jimmy Castor Bunch         | It's Just Begun                                               |
| LSP 4702           | 10-1972 | David Bowie                    | The Rise And Fall Of Ziggy Stardust And The Spiders From Mars |
| LSP 34157          | 1972    | Cyan Three                     | Cyan(Contiene Un Poster Gigante)                              |
| LISP 34158         | 1972    | Brainticket                    | Celestial Ocean(Contiene Un Poster Gigante)                   |
| LISP 34162         | 11-1972 | Sage/Stump(Four Kents)         | Emancipated                                                   |
| LSP 34164          | 1973    | Middle of the Road             | Drive On                                                      |
| APL1 0141          | 1973    | Jose Feliciano                 | Compartments                                                  |
| TPL-1 7082         | 1976    | Andre Popp                     | Omonimo 1976                                                  |

### EP 33 giri - Serie PMD
| Numero di catalogo | Anno | Interprete           | Titoli                                                                        |
| ------------------ | ---- | -------------------- | ----------------------------------------------------------------------------- |
| PMD 31-304         | 1962 | Ferruccio Tagliavini | Ferruccio Tagliavini: Canzoni di ieri                                         |
| PMD 31-316         | 1962 | Piero Piccioni       | Mafioso                                                                       |
| PMD 31-318         | 1963 | Giovanni Fusco       | Violenza segreta: Idoli nero (canta Gino Paoli) / Star bar / Regina / Ricordi |

### Singolo 45 giri - Serie N
| Numero di catalogo | Anno    | Interprete                     | Titoli                                                                           |
| ------------------ | ------- | ------------------------------ | -------------------------------------------------------------------------------- |
| N 1181             | 1961    | Pérez Prado                    | Ritmo de chunga / Teresita la chunga                                             |
| N 1182             | 1961    | Les Chakachas                  | La Pachanga / Maruja                                                             |
| N 1183             | 1961    | Joselito                       | Donde Estara' Mi Vida / Colombia Tiene Una Copla                                 |
| N 1184             | 1961    | Sam Cooke                      | Cupid / Farewell, My Darling                                                     |
| N 1185             | 1961    | Les Chakachas                  | Asi Va La Vida / Goza El Cha Cha Cha                                             |
| N 1186             | 1961    | Antonio Prieto                 | La novia/Son rumores                                                             |
| N 1188             | 1961    | Neil Sedaka                    | Esagerata/Un giorno inutile                                                      |
| N 1190             | 1961    | Elvis Presley                  | I Feel So Bad/Wild In The Country                                                |
| N 1191             | 1961    | Harry Belafonte                | Angelina/Gloria                                                                  |
| N 1192             | 1961    | Al Hirt                        | I'm on My Way/Perky                                                              |
| N 1196             | 1961    | Elvis Presley                  | (Marie's The Name) His Latest Flame / Little Sister                              |
| N 1197             | 1961    | Les Chakachas                  | Brigitte Bardot / Twist Twist                                                    |
| N 1198             | 1961    | Ernest Gold                    | Theme of Exodus / Summer in Cyprus                                               |
| N 1199             | 1961    | Neil Sedaka                    | Sweet Little You / I Found My World In You                                       |
| N 1200             | 1961    | Henry Mancini                  | Moon River / Breakfast At Tiffany's                                              |
| N 1201             | 1961    | Skeeter Davis                  | Optimistic / Blueberry hill                                                      |
| N 1202             | 1961    | Les Chakachas                  | Baila la bamba / Eo eo                                                           |
| N 1205             | 1961    | Mari Watanabe                  | Il Dodomba a Tokyo / Più nulla mi separa dall'amore                              |
| N 1206             | 1961    | Hugo Winterhalter              | South of the Border / Brasilia romantica                                         |
| N 1210             | 1961    | Antonio Prieto                 | El Secreto / Retrato                                                             |
| N 1211             | 1961    | Pérez Prado                    | La chunga / Rica chunga                                                          |
| N 1212             | 1961    | Sam Cooke                      | Feel It / It's All Right                                                         |
| N 1213             | 1961    | Ann Margret                    | I Just Don't Understand / I Don't Hurt Anymore                                   |
| N 1214             | 1961    | Pérez Prado                    | Moliendo cafè / Arrivederci Roma                                                 |
| N 1216             | 1961    | Jorge Veiga                    | Brigitte Bardot / Carta a Brigitte Bardot                                        |
| N 1217             | 1961    | Chet Atkins                    | Jingle Bell Rock / Jingle Bells                                                  |
| N 1221             | 1961    | The Tokens                     | The Lion Sleeps Tonight / When Summer Is Through                                 |
| N 1222             | 1962    | John D. Loudermilk             | Language Of Love / Darling Jane                                                  |
| N 1223             | 1962    | Don Gibson                     | Sea Of Heartbreak / I Think It's Best (To Forget Me)                             |
| N 1225             | 1962    | Ray Martino                    | Il viale dei sogni infranti / The Mime's Theme                                   |
| N 1227             | 1962    | King Curtis Comboa             | The Peppermint Twist / Let's Twist Again                                         |
| N 1229             | 1962    | Jim Reeves                     | (How Can I Write On Paper) What I Feel In My Heart / Losing Your Love            |
| N 1230             | 1962    | Neil Sedaka                    | Happy Birthday, Sweet Sixteen / Don't Lead Me On                                 |
| N 1233             | 1962    | Les Chakachas                  | I Like to Twist / Hawaiian War Twist                                             |
| N 1234             | 1962    | Les Chakachas                  | I Can't Sleep / Twist Twist                                                      |
| N 1235             | 1962    | Don Gibson                     | Lonesome Number One / The Same Old Trouble                                       |
| N 1236             | 1962    | Jo Chapman                     | To Twist or Not To Twist / In The(Twist)Mood                                     |
| N 1239             | 1962    | Boots Randolph                 | The Happy Whistler / Sleep                                                       |
| N 1239             | 1962    | Boots Randolph                 | The Happy Whistler / Sleep                                                       |
| N 1240             | 1962    | Joselito                       | Clavelitos / En Un Pueblecito De España                                          |
| N 1241             | 1962    | Paul Anka                      | Love Me Warm and Tender/I'd Like to Know                                         |
| N 1242             | 1962    | Elvis Presley                  | Sentimental Me/No More (La Paloma)                                               |
| N 1243             | 1962    | Rosemary Clooney               | Danke Schön / Swing me                                                           |
| N 1245             | 1962    | Sam Cooke                      | Twistin' The Night Away / One More Time                                          |
| N 1250             | 1962    | John D.Loudermilk              | Thou Shalt Not Steal / Mister Jones                                              |
| N 1251             | 1962    | Zoi Mangou                     | Forte mou ena mandolino / O tahidromos pethane                                   |
| N 1252             | 1962    | George Hamilton IV             | China Doll / Commerce Street and Sixth Avenue North                              |
| N 1256             | 1962    | Jimmy Elledge                  | Funny How Time Slips Away / Send Me a Letter                                     |
| N 1258             | 1962    | Anita and th' So-and-So's      | Joey Baby / Rinky Tinky Twist                                                    |
| N 1260             | 1962    | Ginny Angel                    | Henry Schultz's Heart / There'll Be Some Changes Made                            |
| N 1261             | 1962    | Henry Mancini                  | Castle Rock / Playboy's Theme                                                    |
| N 1262             | 1962    | The Omegas                     | Midnight / I Wanna Go Home                                                       |
| N 1269             | 1962    | Lars Lönndahl                  | Hello Young Lovers / Nar Syrenerna Blomma                                        |
| N 1270             | 1962    | Elvis Presley                  | Good Luck Charm / Anything That's Part of You                                    |
| N 1271             | 1962    | Peter Nero                     | Estate e fumo / Maria                                                            |
| N 1272             | 1962    | Perry Como                     | Caterina / The Island of Forgotten Lovers                                        |
| N 1273             | 1962    | The Tokens                     | B'Wa Nina / Weeping River                                                        |
| N 1274             | 1962    | Toni Harper                    | Lazy River / I'm Learning                                                        |
| N 1275             | 1962    | Pérez Prado                    | Patricia Twist / Ti-pi-tin-twist                                                 |
| N 1276             | 1962    | Duane Eddy                     | Deep in the Heart of Texas / Saints ans Sinners                                  |
| N 1277             | 1962    | Antonio Prieto                 | Papà / Baciami                                                                   |
| N 1278             | 1962    | Paul Anka                      | Ogni giorno/Voglio sapere                                                        |
| N 1279             | 1962    | Cauby Peixoto                  | Y el poeta Lloro / Aleli                                                         |
| N 1280             | 1962    | Ann Margret                    | Moon River / Heartbreak Hotel                                                    |
| N 1281             | 1962    | Neil Sedaka                    | King of Clowns / Walk with Me                                                    |
| N 1282             | 1962    | Della Reese                    | Softly My Love / Till The End of Time                                            |
| N 1283             | 1962    | H.B.Barnum                     | Call on Me / Oh! My Achin' Back                                                  |
| N 1284             | 1962    | Pérez Prado                    | Ciliegi rosa -Twist (Cherry Pink And Apple Blossom White) / St.Louis Blues-Twist |
| N 1285             | 1962    | Ann Margret                    | Slowly / What Am I supposed to do                                                |
| N 1286             | 1962    | Al Hirt                        | I Love Paris / Holiday for Trumpet                                               |
| N 1288             | 1962    | Paul Anka                      | A Steel Guitar and a Glass of Wine/I Never Knew Your Name                        |
| N 1289             | 1962    | Al Hirt                        | Al di là / Talkin' 'Bout That River                                              |
| N 1290             | 1962    | Elvis Presley                  | She's Not You / Just Tell Her Jim said Hello                                     |
| N 1294             | 1962    | Neil Sedaka                    | Breaking Up is Too Hard To Do / You're Knocking Me Out                           |
| N 1295             | 1962    | Henry Mancini                  | Hatari! / Your Father's Feathers                                                 |
| N 1296             | 1962    | Henry Mancini                  | Operazione Terrore / Tooty Twist                                                 |
| N 1297             | 1962    | Carmen Costa / Carlos Galhardo | Marcha do Cordao da Bola Preta / Encantadora de Serpentes                        |
| N 1298             | 1962    | Carlos di Sarli                | Tango Galeotto/Tango Del Desiderio                                               |
| N 1300             | 1962    | Los Hermanos Rigual            | Cuando calienta el sol/La del vestido rojo                                       |
| N 1301             | 1962    | Paul Anka                      | Every Night(Without You)/There You Go                                            |
| N 1302             | 1962    | Joselito                       | Princesita/Colorin de la Nina Bonita                                             |
| N 1303             | 1962    | Pérez Prado                    | La Ragazza/Via Veneto                                                            |
| N 1305             | 1962    | Marilyn Monroe                 | Il Fiume senza Ritorno / L'Uomo che Voglio                                       |
| N 1306             | 1962    | Les Chakachas                  | Big Strong Madison / Madison '62                                                 |
| N 1307             | 1962    | Pérez Prado                    | Jacqueline & Caroline / Midnight in Jamaica                                      |
| N 1308             | 1962    | Neil Sedaka                    | Tu Non lo Sai / Finché Vivrò                                                     |
| N 1309             | 1963    | Neil Sedaka                    | Il re dei pagliacci/La terza luna                                                |
| N 1310             | 1962    | Elvis Presley                  | Return to Sender / Where Do You Come From                                        |
| N 1311             | 1962    | Duane Eddy                     | La Ballata del Paladino / The Wild Westerners                                    |
| N 1312             | 1962    | Floyd Cramer                   | Hot Pepper / Rejoice                                                             |
| N 1313             | 1962    | Perry Como                     | Maria / You're Following Me                                                      |
| N 1314             | 1962    | Paul Anka                      | Eso Beso/Give Me Back My Heart                                                   |
| N 1315             | 1962    | Neil Sedaka                    | Next Door To An Angel / I Belong To You                                          |
| N 1316             | 1962    | Joselito                       | Ciribiribin / Fandangos                                                          |
| N 1324             | 1963    | Los Hermanos Rigual            | Llorando me dormi / Envidias                                                     |
| N 1328             | 1963    | Neil Sedaka                    | I tuoi capricci/Non cercare un'altra bocca (Walk with me)                        |
| N 1333             | 1963    | Paul Anka                      | Piangerò per te/Chitarra, vino e amore                                           |
| N 1347             | 1963    | Paul Anka                      | Dimmi subito di sì/Un ricordo per te                                             |
| N 1348             | 1963    | Los Hermanos Rigual            | Quando brilla la luna/Dona cibeles                                               |
| N 1353             | 1963    | Los Hermanos Rigual            | Blanca como paloma/La più bella della spiaggia                                   |
| N 1354             | 1963    | Los Hermanos Rigual            | Quando in cielo la luna / Dondolano                                              |
| N 1360             | 1963    | Elvis Presley                  | Devil In Disguise/Please Don't Drag That String                                  |
| N 1366             | 1963    | Neil Sedaka                    | Adesso no/Quando sorridi così                                                    |
| N 1377             | 1963    | Neil Sedaka                    | La notte è fatta per amare / La forza del destino                                |
| N 1378             | 1963    | Henry Mancini                  | Charade/Orange Tamourè                                                           |
| N 1379             | 1963    | Peggy March                    | Te ne vai/Così                                                                   |
| N 1382             | 1964    | Los Hermanos Rigual            | Mezzanotte/Sole, sole                                                            |
| N 1383             | 1964    | Los Indios Tabajaras           | Maria Elena/Ay Maria                                                             |
| N 1384             | 1964    | Virginia Greco                 | C'era una volta un piccolo naviglio/This Love I Offer You                        |
| N 1385             | 1964    | Paul Anka                      | Il tuo compleanno/Gli amici e tu                                                 |
| N 1386             | 1964    | Antonio Prieto                 | Ieri ho incontrato mia madre / El mesmito                                        |
| N 1388             | 1964    | Neil Sedaka                    | Manuela / Lunita consejera                                                       |
| N 1389             | 1964    | Peggy March                    | Passo su passo/Carillon                                                          |
| N 1393             | 1964    | Al Hirt                        | Java/Talkin' 'bout that river                                                    |
| N 1395             | 1964    | Paul Anka                      | Ogni volta/Stasera resta con me                                                  |
| N 1396             | 1964    | Il Clan di Marty Cooper        | Raunchy/40 Miles of Bad Road                                                     |
| N 1398             | 1964    | Alain Barrière                 | Era troppo carina/E più ti amo                                                   |
| N 1399             | 1964    | Paul Anka                      | Estate senza te/Domani prendo il primo treno                                     |
| N 1404             | 1964    | Peggy March                    | Gli occhi tuoi sono blu / Eh, bravo                                              |
| N 1405             | 1964    | Los Hermanos Rigual            | Acompañada / Cerca di te                                                         |
| N 1407             | 1964    | Los Indios Tabajaras           | Moonlight and shadows / Tu sei sempre nel mio cuor!                              |
| N 1408             | 1964    | Alain Barrière                 | Vivrò / Maria la bionda                                                          |
| N 1412             | 1964    | Paul Anka                      | La verità/Senza te io me moro                                                    |
| N 1414             | 1964    | Paul Anka                      | Parliamo ancora/Hu, hu                                                           |
| N 1444             | 1965    | Neil Sedaka                    | Darei 10 anni / Non basta mai                                                    |
| N 1451             | 1965    | Gale Garnett                   | Lui è tornato qui / Il mio paese                                                 |
| N 1452             | 1965    | Johnny Kendall                 | Hai promesso / Tu cammini                                                        |
| N 1454             | 1965    | Los Hermanos Rigual            | Storia di un amore / Yo te quiero mucho                                          |
| N 1455             | 1965    | Noel Deschamps                 | Vai pure via / Ma non è giusto                                                   |
| N 1458             | 1965    | Alain Barrière                 | Quattro ragioni per non amarti/Vorrei                                            |
| N 1459             | 1965    | Peggy March                    | Che cosa fa una ragazza/Solo per te                                              |
| N 1462             | 1965    | Paul Anka                      | La pineta/Per carità                                                             |
| N 1468             | 1965    | Anna Moffo                     | Un fiore è nato/In fondo ai miei occhi                                           |
| N 1472             | 1965    | The Mamas & the Papas          | California Dreamin' / Go Where You Wanna Go                                      |
| N 1474             | 1966    | Barry McGuire                  | You Were On My Mind / Thin Precious Time                                         |
| N 1483             | 1966    | Paul Anka                      | Io ho in mente te/Sei più forte di me                                            |
| N 1488             | 1966    | Paul Anka                      | Deve essere la nostra estate/Il piacere di vederti                               |
| N 1497             | 1966    | Evy                            | L’abito non fa il beatnik/Good Golly Miss Molly                                  |
| N 1499             | 1966    | The Mamas & the Papas          | I Saw Her Again/No Salt on Her Tail                                              |
| N 1515             | 1967    | The Monkees                    | A little bit me, a little bit you / The girl I knew somewhere                    |
| N 1516             | 1967    | Evy                            | Domani il mondo sarà nelle nostre mani/Io non so quello che ho                   |
| N 1518             | 1967    | Milton Delugg                  | Penny Lane/Hawaiian Village                                                      |
| N 1525             | 1967    | Sylvie Vartan                  | Due minuti di felicità/Un po' di dolcezza                                        |
| N 1531             | 1967    | José Feliciano                 | Lascia che l'amore ti passi accanto/Chi t'adorava se ne va                       |
| N 1537             | 1968    | Paul Anka                      | La farfalla impazzita/Sono splendidi gli occhi tuoi                              |
| N 1547             | 1969    | Farida                         | Io per lui/Il pianoforte                                                         |
| N 1551             | 1969    | Jacqueline Dulac               | Venise Sous La Neige/Lorsqu'on Est Hereux                                        |
| N 1554             | 1969    | Jaqueline Dulac                | E fuori tanta neve / Parigi è là                                                 |
| N 1562             | 1970    | Sandie Shaw                    | Quelli erano giorni / Com'è bella la sera                                        |
| N 1564             | 1970    | Sylvie Vartan                  | Irresistibilmente / Nostalgia                                                    |
| N 1565             | 1970    | José Feliciano                 | Light My Fire / Quando non avevo te                                              |
| N 1573             | 1970    | José Feliciano                 | Old Turkey Uzzard (L'oro di Mackenna) / Marley Purt Drive                        |
| N 1576             | 1969    | Henry Mancini                  | The Windmills of Your Mind / Tema d'amore                                        |
| N 1580             | 1969    | Clodagh Rodgers                | Il cuore nella rete / Non finisce qui                                            |
| N 1581             | 1969    | Zager & Evans                  | In the Year 2525 / Little Kids                                                   |
| N 1583             | 1969    | Zager & Evans                  | Nell'anno 2033 / Donna                                                           |
| N 1586             | 1969    | Harry Nilsson                  | Everybody's Talkin' / Without Her                                                |
| N 1590             | 1969    | Sylvie Vartan                  | Abracadabra / La Maritza                                                         |
| N 1591             | 1969    | Nina Simone                    | Così ti amo / To Be Young, Gifted and Black                                      |
| N 1605             | 1970    | The Guess Who                  | American Woman / No sugar tonight                                                |
| N 1609             | 1970    | Dick Rivers                    | Je T'aime, Je T'aime, Je T'aime / Oh Mama, Oh Mama                               |
| N 1610             | 1970    | José Feliciano                 | Destiny / Blackbird                                                              |
| N 1612             | 1970    | Palito Ortega                  | Ragazza dagli occhi d'oro / Un ragazzo come me                                   |
| N 1624             | 01-1971 | Chico Buarque                  | Rotativa / Samba e amore                                                         |
| N 1630             | 1970    | Plastic People                 | Dancing and Drinking / Rejection                                                 |
| N 1640             | 02-1971 | José Feliciano                 | Che sarà / There's No One About                                                  |
| N 1644             | 02-1971 | Plastic People                 | The Proof / A Way to Play                                                        |
| N 1645             | 02-1971 | José Feliciano                 | Rain / Malagueña                                                                 |
| N 1670             | 10-1972 | David Bowie                    | Starman / John, I'm Only Dancing                                                 |
| N 1671             | 10-1972 | José Feliciano                 | Magnolia / Tale of Maria                                                         |
| N 1683             | 05-1973 | José Feliciano                 | Compartments / Simple Song                                                       |
| N 1689             | 10-1973 | David Bowie                    | Life On Mars? / Amsterdam                                                        |

### Singolo 45 giri - Numerazione IN
| Numero di catalogo | Anno           | Interprete                     | Titoli                                        |
| ------------------ | -------------- | ------------------------------ | --------------------------------------------- |
| IN 2301            | 1969           | Farida                         | La tempesta/Lui è un angelo                   |
| IN 2306            | 1969           | Giampiero Macario              | Cuore cosa fai?/Come, dove, quando e perché   |
| IN 2309            | 1969           | The Four Kents                 | La sbornia/Twenty Five Miles                  |
| IN 2311            | 1972           | Cyan                           | Mama, Papa/Under One Flag                     |
| IN 2312            | 1972           | Middle of the Road             | Samson and Delilah/The Talk of All the U.S.A. |
| IN 2313            | 1972           | Tosti & Capuano Brothers       | Indian Springtime/Peace to the World          |
| IN 2314            | Settembre 1972 | Cyan                           | Lulu/Toby's Shop                              |
| IN 2316            | Gennaio 1973   | L'ingegner Giovanni e famiglia | Telstar/Solaris                               |
| IN 2318            | 1973           | Cyan                           | Oh Marie/This is my life                      |
| PB 6226            | 1978           | Vanessa Band                   | Look/Pale Ale King                            |
| PB 6251            | 1978           | Rino Gaetano                   | Corta el rollo ya/Y cantaba las canciones     |
| PB 6361            | 1979           | Daisy Daze and the Bumble Bees | Planet O (Part 1)/Planet O (Part 2)           |
| PB 6372            | 1979           | Rino Gaetano                   | ¡Ay! María/Maestra del amor                   |